# Garberia
Garberia es un géneromonotípico de plantas de la familia de las asteráceas. Su única especie, Garberia heterophylla, es originaria de Estados Unidos.

## Descripción
Las plantas de este género solo tienen disco (sin rayos florales) y los pétalos son de color blanco, ligeramente amarillento blanco, rosa o morado (nunca de un completo color amarillo).

## Distribución y hátitat
Es un arbusto nativo de la Florida. Crece en zonas secas con suelos arenosos que no contienen mucha materia orgánica.

## Ecología
Garberia proporciona néctar para una amplia variedad de abejas nativas.

## Clasificación
Garberia está en la tribu Eupatorieae de la familia aster. Al igual que otros miembros de esta tribu, las cabezas de las flores no tienen lígulas. Garberia se encuentra en la subtribu Liatrinae, junto con, por ejemplo, Carphephorus. Garberia está estrechamente relacionada con Liatris, pero se pueden distinguir porque es un arbusto en lugar de una herbácea perenne y tiene un diferente cariotipo.

## Taxonomía
Garberia heterophylla fue descrita por   Merr. & F.Harper y publicado en Bartonia 23: 24. 1945.
Sinonimia
- Cacalia heterophylla W.Bartram	basónimo
- Garberia fruticosa (Nutt.) A.Gray
- Leptoclinium fruticosum (Nutt.) A.Gray
- Liatris fruticosa Nutt.[9]